# Remo nos Jogos Pan-Americanos de 1967
As competições de remo nos Jogos Pan-Americanos de 1967 foram realizadas em Winnipeg, Canadá. Esta foi a quinta edição do esporte nos Jogos Pan-Americanos, tendo sido disputado apenas entre homens.

## Medalhistas
| Evento                 | Ouro                    | Prata             | Bronze               |
| ---------------------- | ----------------------- | ----------------- | -------------------- |
| Skiff simples detalhes | Alberto Demiddi (ARG) · | John Nunn (USA) · | Otto Pletner (MEX) · |
| Skiff duplo detalhes   | USA Estados Unidos      | CAN Canadá        | ARG Argentina        |
| Dois sem detalhes      | USA Estados Unidos      | CAN Canadá        | MEX México           |
| Dois com detalhes      | USA Estados Unidos      | ARG Argentina     | BRA Brasil           |
| Quatro sem detalhes    | USA Estados Unidos      | CAN Canadá        | MEX México           |
| Quatro com detalhes    | USA Estados Unidos      | ARG Argentina     | CUB Cuba             |
| Oito com detalhes      | USA Estados Unidos      | CAN Canadá        | CUB Cuba             |

## Quadro de medalhas
| Ordem | País               | Medalha de ouro | Medalha de prata | Medalha de bronze |    |
| ----- | ------------------ | --------------- | ---------------- | ----------------- | -- |
| 1     | USA Estados Unidos | 6               | 1                |                   | 7  |
| 2     | ARG Argentina      | 1               | 2                | 1                 | 4  |
| 3     | CAN Canadá         |                 | 4                |                   | 4  |
| 4     | MEX México         |                 |                  | 3                 | 3  |
| 5     | CUB Cuba           |                 |                  | 2                 | 2  |
| 6     | BRA Brasil         |                 |                  | 1                 | 1  |
| TOTAL | TOTAL              | 7               | 7                | 7                 | 21 |

## Ligação externa
- Jogos Pan-Americanos de 1967